# Amalrico II de Thouars
Amalrico II de Thouars (? - c. 956) foi um nobre da Alta Idade Média, tendo sido detentor do título de visconde de Thouars, que recebeu de seu pai, Amalrico I de Thouars, depois da morte do seu irmão mais velho em 943, Savário II de Thouars. Atualmente este viscondado corresponde a uma comuna do departamento francês de Deux-Sèvres, na região de Poitou-Charentes. 

## Relações familiares
Foi filho de Amalrico I de Thouars e Aremburga. Casou com Eleonora, de quem teve:
1. Herberto I de Thouars [2] (925 - 987). Casou com Hildegarda de Aulnay (929 - 1020), filha do visconde Cadelão III de Aulnay e da 1.ª esposa deste, Senegunda de Marcillac.